# Felipe Ramírez de Estenoz
Felipe Ramírez de Estenoz, también citado como Felipe Remírez de Estenoz (1728 - 1764) fue un militar y político español. Fue gobernador de Puerto Rico (1753 - 57), de la Provincia de Venezuela (1757 - 1763) y gobernador y capitán general de Yucatán, en el virreinato de Nueva España durante un poco menos de un año, entre 1763 y 1764, ya que falleció en el desempeño de su función. Fue nombrado por el rey de España Carlos III.

## Datos históricos
En 1753 fue nombrado gobernador de Puerto Rico. Durante su gobierno en la isla, demolió los hatos circundantes a San Juan, repartiéndolos entre los hacendados de la ciudad que tuvieran esclavos, y autorizó una campaña de comerciantes catalanes, que se encargaron del comercio de la isla, en forma monopolística. También desarrolló una agricultura de exportación. Impulsó la creación de títulos de propiedad sobre la tierra, con la real orden de 1758, privatizando las tierras comunales, aunque la ley no llegó a ejecutarse, porque en estos momentos, Estenoz ya había abandonado el cargo, siendo reemplazado por Esteban Bravo de Rivera.
En noviembre de 1762, murió el gobernador de Yucatán José Crespo y Honorato por enfermedad, ocupando el cargo de gobernador Antonio Ainz de Ureta que era teniente de rey en Campeche. Este fue reemplazado por José Álvarez en junio de 1763 quien tenía también el cargo de teniente de rey. Álvarez se trasladó a Mérida, Yucatán y ejerció el mando político de la provincia hasta el mes de diciembre del mismo año, cuando llegó a Yucatán el mariscal de campo Felipe Ramírez de Estenoz, quien había sido designado por mandato real, capitán general y gobernador de la provincia. Anteriormente, él había ocupado el cargo de gobernador de la Provincia de Venezuela (1757 - 1763) y también gobernó Puerto Rico.
Remírez de Estenoz llegó a Mérida, Yucatán enfermo, retirándose muy pronto a la hacienda Chimay desde donde despachó los asuntos oficiales. Durante los primeros meses de su desempeño su estado de salud empeoró, muriendo antes de que su administración cumpliera un año. El coronel Álvarez volvió a hacerse cargo de la gubernatura, otra vez de manera interina, el 11 de noviembre de 1764.
Finalmente, Álvarez entregó el mando el 6 de diciembre de 1765 a Cristóbal de Zayas quien llegó a Yucatán con credenciales otorgadas desde la Ciudad de México por el entonces virrey de la Nueva España Joaquín Juan de Montserrat y Cruïlles.